# Мангър
Мангъ̀р е медна османска монета.
Повечето изследователи смятат, че мангърът започва да се сече при султан Орхан I (1326—1359), но има и мнения, че това става по време на управлението на Мурад I (1362-1389).
Мангърът е основната и единствена до XVIII в. медна монетна единица в Османската империя. За разлика от акчетата, които са сечени в многобройни монетарници, мангъри са сечени само в Цариград, Одрин и Анадола, където се намирали самите медни мини.
През втората половина на XVI век след голямото обезценяване на акчето мангърът почти изчезва. През по-голямата част от XVII век мангъри почти не са сечени.
В края на XVII век, в резултат от реформа, включваща отсичане на над 600 000 000 медни мангъра за около 30 месеца, мангърът, както и някои чуждестранни сребърни монети изместват акчето като основна  монетна единица.